# Istrana
Istrana ist eine italienische Gemeinde (comune) mit 9106 Einwohnern (Stand 31. Dezember 2023) in der Provinz Treviso in Venetien.

## Militärflugplatz
Bei Istrana (westlich von Treviso) befindet sich ein Militärflugplatz der italienischen Luftwaffe. Südöstlich liegt der (inzwischen zivile) Flughafen Venedig-Treviso.

## Söhne und Töchter der Gemeinde
- Flavio Calzavara (1900–1981), Filmregisseur und Drehbuchautor
- Fabio Calzavara (1950–2019), Unternehmer und Politiker